# Knut Abraham
Knut Friedrich Alexander Abraham (ur. 4 czerwca 1966 w Hamburgu) – niemiecki polityk i dyplomata, członek Unii Chrześcijańsko-Demokratycznej (CDU), deputowany do Bundestagu, koordynator rządu RFN ds. współpracy niemiecko-polskiej (od 2025).

## Życiorys
Pochodzi z Hamburga. Po ukończeniu  szkoły średniej, w latach 1985-1987 odbył służbę wojskową w ramach jednostki Sojuszniczego Dowództwa Sił Połączonych NATO w Brunssum. Następnie studiował prawo na Uniwersytecie w Bonn, a w 1993 zdał pierwszy państwowy egzamin prawniczy. Po odbyciu aplikacji adwokackiej w Sądzie Apelacyjnym w Berlinie w 1998 zdał drugi państwowy egzamin prawniczy. 
W latach 1987-1996 był szefem biura poselskiego Otto von Habsburga, jak również jego asystentem w Parlamencie Europejskim. Po odbyciu kursu przygotowawczego do do pracy w służbie zagraniczne przy Federalnym Ministerstwie Spraw Zagranicznych i zdaniu egzaminu zawodowego rozpoczął pracę w ambasadzie RFN w Helsinkach. W latach 2000-2003 był radcą w ambasadzie w Bułgarii. Następnie przeniósł się do Ministerstwa Spraw Zagranicznych jako referent w departamencie ds. współpracy z NATO, a w lipcu 2006 rozpoczął pracę w Urzędzie Kanclerskim jako zastępca szefa wydziału spraw międzynarodowych.
W 2011 objął stanowisko kiierownika sekcji prawno-konsularnej w ambasadzie w Waszyngtonie. Po czterech latach powrócił do pracy w Urzędzie Kanclerskim jako szef Wydziału ds. Stosunków Dwustronnych z krajami Europy Środkowej, Wschodniej i Południowo-Wschodniej oraz Azji Środkowej i Kaukazu Południowego. W latach 2018-2022 pełnił funkcję ministra pełnomocnego i pierwszego zastępcy ambasadora Niemiec w Warszawie.
Członek CDU od 1985 roku. Od 2007 członek zarządu, a od 2024 wiceprzewodniczący okręgowych struktur CDU w Elbe-Elster. W latach 2009, 2014 i 2019 bezskutecznie kandydował z list w wyborach do Parlamentu Europejskiego. Od 2021 pełni mandat deputowanego do Bundestagu. Z powodzeniem ubiegał się o reelekcję w kolejnych wyborach w 2025. 
28 maja 2025 został mianowany koordynatorem rządu federalnego ds. współpracy niemiecko-polskiej. 
Żonaty. Ma pięcioro dzieci.